# Torneo de Roland Garros 2018
El Torneo de Roland Garros 2018 (también conocido como Abierto de Francia) fue un torneo de tenis que se llevó a cabo sobre pistas de tierra batida del Estadio Roland Garros, París, Francia. Esta fue la 117.ª edición del Torneo de Roland Garros y el segundo torneo de Grand Slam de 2018.

## Puntos y premios

### Distribución de puntos

#### Séniors
| Evento               | G    | F    | SF  | CF  | R16 | R32 | R64 | R128 | C  | C3 | C2 | C1 |
| Individual masculino | 2000 | 1200 | 720 | 360 | 180 | 90  | 45  | 10   | 25 | 16 | 8  | 0  |
| Dobles masculino     | 2000 | 1200 | 720 | 360 | 180 | 90  | 0   | —    | —  | —  | —  | —  |
| Individual femenino  | 2000 | 1300 | 780 | 430 | 240 | 130 | 70  | 10   | 40 | 30 | 20 | 2  |
| Dobles femenino      | 2000 | 1300 | 780 | 430 | 240 | 130 | 10  | —    | —  | —  | —  | —  |

| Evento           | G   | F   | SF/3.ª | CF/4.ª |
| Individual       | 800 | 500 | 375    | 100    |
| Dobles           | 800 | 500 | 100    | —      |
| Quad* Individual | 800 | 500 | 100    | —      |
| Quad* Dobles     | 800 | 100 | —      | —      |

| Evento               | G   | F   | SF  | CF  | R16 | R32 | C  | C3 |
| Individual masculino | 375 | 270 | 180 | 120 | 75  | 30  | 25 | 20 |
| Individual femenino  | 375 | 270 | 180 | 120 | 75  | 30  | 25 | 20 |
| Dobles masculino     | 270 | 180 | 120 | 75  | 45  | —   | —  | —  |
| Dobles femenino      | 270 | 180 | 120 | 75  | 45  | —   | —  | —  |

### Premios monetarios
El total de los premios a repartir para la edición 2018 es de 39 197 000 €. Los ganadores de los títulos de individuales masculinos y femeninos reciben 2 200 000 €, un aumento de 100 000 € en comparación con 2017.
| Evento                          | G           | F           | SF        | CF        | R16       | R32       | R64      | R128     | C3       | C2       | C1      |
| Individuales                    | 2 200 000 € | 1 120 000 € | 560 000 € | 380 000 € | 222 000 € | 130 000 € | 79 000 € | 40 000 € | 21 000 € | 11 000 € | 6 000 € |
| Dobles                          | 560 000 €   | 280 000 €   | 139 000 € | 76 000 €  | 41 000 €  | 22 000 €  | 11 000 € | —        | —        | —        | —       |
| Dobles mixtos                   | 120 000 €   | 60 000 €    | 30 000 €  | 17 000 €  | 9 500 €   | 4 750 €   | —        | —        | —        | —        | —       |
| Individuales en silla de ruedas | 35 000 €    | 17 500 €    | 8 500 €   | 4 500 €   | —         | —         | —        | —        | —        | —        | —       |
| Dobles en silla de ruedas       | 10 000 €    | 5 000 €     | 3 000 €   | —         | —         | —         | —        | —        | —        | —        | —       |

## Actuación de los jugadores en el torneo

### Individual masculino
| Campeón                        | Campeón                   | Finalista              | Finalista               |
| ------------------------------ | ------------------------- | ---------------------- | ----------------------- |
| Rafael Nadal [1]               | Rafael Nadal [1]          | Dominic Thiem [7]      | Dominic Thiem [7]       |
| Eliminados en semifinales      |                           |                        |                         |
| Juan Martín del Potro [5]      | Juan Martín del Potro [5] | Marco Cecchinato       | Marco Cecchinato        |
| Eliminados en cuartos de final |                           |                        |                         |
| Diego Schwartzman [11]         | Marin Čilić [3]           | Novak Djokovic [20]    | Alexander Zverev [2]    |
| Eliminados en la cuarta ronda  |                           |                        |                         |
| Maximilian Marterer            | Kevin Anderson [6]        | Fabio Fognini [18]     | John Isner [9]          |
| David Goffin [8]               | Fernando Verdasco [30]    | Kei Nishikori [19]     | Karen Jachanov          |
| Eliminados en la tercera ronda |                           |                        |                         |
| Richard Gasquet [27]           | Jürgen Zopp [LL]          | Borna Ćorić            | Mischa Zverev [6]       |
| Steve Johnson                  | Kyle Edmund [16]          | Pierre-Hugues Herbert  | Albert Ramos [31]       |
| Gaël Monfils [32]              | Pablo Carreño [10]        | Roberto Bautista [13]  | Grigor Dimitrov [4]     |
| Matteo Berrettini              | Gilles Simon              | Lucas Pouille [15]     | Damir Džumhur [26]      |
| Eliminados en la segunda ronda |                           |                        |                         |
| Guido Pella                    | Malek Jaziri              | Denis Shapovalov [24   | Ruben Bemelmans [LL]    |
| Adam Pavlásek [Q]              | Thomas Fabbiano           | Sergiy Stakhovsky [LL] | Pablo Cuevas            |
| Hubert Hurkacz [Q]             | Jan-Lennard Struff        | Elias Ymer [Q]         | Márton Fucsovics        |
| Horacio Zeballos               | Jérémy Chardy             | Casper Ruud [Q]        | Julien Benneteau        |
| Corentin Moutet [WC]           | Martin Kližan [Q]         | Marco Trungelliti [LL] | Federico Delbonis       |
| Santiago Giraldo [Q]           | Jaume Munar [Q]           | Guido Andreozzi [Q]    | Jared Donaldson         |
| Stefanos Tsitsipas             | Ernests Gulbis [Q]        | Benoît Paire           | Sam Querrey [12]        |
| Cameron Norrie                 | Guillermo García López    | Radu Albot             | Dušan Lajović           |
| Eliminados en la primera ronda |                           |                        |                         |
| Simone Bolelli [LL]            | Joao Sousa                | Mikhail Youzhny        | Andreas Seppi           |
| John Millman                   | Ryan Harrison             | Yuki Bhambri           | Jack Sock [14]          |
| Calvin Hemery [Q]              | Mirza Bašić               | Matthew Ebden          | Philipp Kohlschreiber   |
| Feliciano López [28]           | Florian Mayer             | Aljaž Bedene           | Paolo Lorenzi           |
| James Duckworth [PR]           | Tennys Sandgren           | Yevgueni Donskoi       | Adrian Mannarino        |
| Pablo Andújar [PR]             | Dudi Sela                 | Vasek Pospisil         | Álex de Miñaur [WC]     |
| Noah Rubin [WC]                | Yūichi Sugita             | Peter Polansky [LL]    | Tomáš Berdych [17]      |
| Mijaíl Kukushkin               | Jordan Thompson           | Leonardo Mayer         | Nicolas Mahut [WC]      |
| Robin Haase                    | Ivo Karlović              | Laslo Djere            | Elliot Benchetrit [WC]  |
| Bernard Tomic [LL]             | Marius Copil              | Thomaz Bellucci [Q]    | Jozef Kovalik [Q]       |
| Denis Istomin                  | Marcos Baghdatis          | David Ferrer           | Rogério Dutra Silva [Q] |
| Yoshihito Nishioka [PR]        | Taylor Fritz              | Nicolás Jarry          | Mohamed Safwat [LL]     |
| Iliá Ivashka [Q]               | Carlos Taberner [Q]       | Oscar Otte [LL]        | Gilles Müller [29]      |
| Maxime Janvier [WC]            | Roberto Carballés         | Nikoloz Basilashvili   | Frances Tiafoe          |
| Daniil Medvedev                | Peter Gojowczyk           | Andreas Haider-Maurer  | Stan Wawrinka [23]      |
| Denis Kudla [Q]                | Grégoire Barrère [WC]     | Jiří Veselý            | Ričardas Berankis       |

### Individual femenino
| Campeona                       | Campeona                       | Finalista               | Finalista                 |
| ------------------------------ | ------------------------------ | ----------------------- | ------------------------- |
| Simona Halep [1]               | Simona Halep [1]               | Sloane Stephens [10]    | Sloane Stephens [10]      |
| Eliminadas en semifinales      |                                |                         |                           |
| Garbiñe Muguruza [3]           | Garbiñe Muguruza [3]           | Madison Keys [13]       | Madison Keys [13]         |
| Eliminadas en cuartos de final |                                |                         |                           |
| Angelique Kerber [12]          | María Sharápova [28]           | Yulia Putintseva        | Daria Kasátkina [14]      |
| Eliminadas en la cuarta ronda  |                                |                         |                           |
| Elise Mertens [16]             | Caroline Garcia [7]            | Lesia Tsurenko          | Serena Williams [PR]      |
| Barbora Strýcová [26]          | Mihaela Buzărnescu [31]        | Anett Kontaveit [25]    | Caroline Wozniacki [2]    |
| Eliminadas en la tercera ronda |                                |                         |                           |
| Andrea Petkovic                | Daria Gavrilova [24]           | Kiki Bertens [18]       | Irina-Camelia Begu        |
| Samantha Stosur                | Magdaléna Rybáriková [19]      | Julia Görges [11]       | Karolína Plíšková [6]     |
| Kateřina Siniaková             | Qiang Wang                     | Naomi Osaka [21]        | Elina Svitolina [4]       |
| Petra Kvitová [8]              | Camila Giorgi                  | Maria Sakkari           | Pauline Parmentier [WC]   |
| Eliminadas en la segunda ronda |                                |                         |                           |
| Taylor Townsend [WC]           | Bethanie Mattek-Sands [PR]     | Bernarda Pera           | Heather Watson            |
| Ana Bogdan                     | Aliaksandra Sasnovich          | Shuai Zhang [27]        | Peng Shuai                |
| Fiona Ferro [WC]               | Anastasiya Pavliuchenkova [30] | Belinda Bencic          | Coco Vandeweghe [15]      |
| Alison Van Uytvanck            | Ashleigh Barty [17]            | Donna Vekić             | Lucie Šafářová            |
| Kateryna Kozlova               | Yekaterina Makarova            | Jennifer Brady          | Petra Martić              |
| Caroline Dolehide [Q]          | Zarina Diyas                   | Rebecca Peterson [Q]    | Viktória Kužmová          |
| Lara Arruabarrena              | Alexandra Dulgheru [Q]         | Mariana Duque [Q]       | Magdalena Fręch [Q]       |
| Kirsten Flipkens               | Carla Suárez [23]              | Alizé Cornet [32]       | Georgina García Pérez [Q] |
| Eliminadas en la primera ronda |                                |                         |                           |
| Alison Riske                   | Myrtille Georges [WC]          | Johanna Larsson         | Kristina Mladenovic [29]  |
| Sorana Cîrstea                 | Yelena Vesnina                 | Océane Dodin            | Varvara Lepchenko         |
| Mona Barthel                   | Markéta Vondroušová            | Denisa Allertová        | Aryna Sabalenka           |
| Kristína Kučová [PR]           | Anna Karolína Schmiedlová      | Aleksandra Krunić       | Yingying Duan             |
| Svetlana Kuznetsova            | Carina Witthöft                | Yanina Wickmayer        | Polona Hercog             |
| Luksika Kumkhum                | Deborah Chiesa [Q]             | Stefanie Vögele         | Laura Siegemund           |
| Dominika Cibulková             | Isabelle Wallace [WC]          | Kristýna Plíšková       | Natalia Vikhlyantseva     |
| Richèl Hogenkamp [Q]           | Kateryna Bondarenko            | Jessika Ponchet [WC]    | Barbora Krejčíková [Q]    |
| Jeļena Ostapenko [5]           | Victoria Azarenka [PR]         | Saisai Zheng [PR]       | Kurumi Nara               |
| Johanna Konta [22]             | Amandine Hesse [WC]            | Yafan Wang              | Venus Williams [9]        |
| Sachia Vickery                 | Viktorija Golubic [Q]          | Magda Linette           | Sofia Kenin               |
| Vania King [PR]                | Su-Wei Hsieh                   | Francesca Schiavone [Q] | Ajla Tomljanović          |
| Verónica Cepede Royg           | Tímea Babos                    | Christina McHale        | Madison Brengle           |
| Anastasija Sevastova [20]      | Grace Min [Q]                  | Ekaterina Alexandrova   | Arantxa Rus [LL]          |
| Kaia Kanepi                    | Tatjana Maria                  | Mandy Minella [PR]      | Ana Konjuh                |
| Sara Errani                    | Chloé Paquet [WC]              | Dalila Jakupović [LL]   | Danielle Collins          |

## Sumario

### Día 1 (27 de mayo)
- Cabezas de serie eliminados:
  - Individual femenino:  Jelena Ostapenko [5],  Venus Williams [9],  Johanna Konta [22]
- Orden de juego

| Partidos en los estadios principales                 | Partidos en los estadios principales     | Partidos en los estadios principales     | Partidos en los estadios principales     |
| Partidos en el Estadio Philippe Chatrier             | Partidos en el Estadio Philippe Chatrier | Partidos en el Estadio Philippe Chatrier | Partidos en el Estadio Philippe Chatrier |
| Evento                                               | Ganador                                  | Perdedor                                 | Resultado                                |
| ---------------------------------------------------- | ---------------------------------------- | ---------------------------------------- | ---------------------------------------- |
| Individual masculino - Primera ronda                 | Grigor Dimitrov [4]                      | Mohamed Safwat [LL]                      | 6-1, 6-4, 7-6(7-1)                       |
| Individual femenino - Primera ronda                  | Alizé Cornet [32]                        | Sara Errani                              | 2-6, 6-2, 6-3                            |
| Individual masculino - Primera ronda                 | Lucas Pouille [15]                       | Daniil Medvedev                          | 6-2, 6-3, 6-4                            |
| Individual femenino - Primera ronda                  | Kateryna Kozlova                         | Jelena Ostapenko [5]                     | 7-5, 6-3                                 |
| Partidos en el Estadio Suzanne Lenglen (Grandstand)  |                                          |                                          |                                          |
| Evento                                               | Ganador                                  | Perdedor                                 | Resultado                                |
| Individual femenino - Primera ronda                  | Elina Svitolina [4]                      | Ajla Tomljanović                         | 7-5, 6-3                                 |
| Individual masculino - Primera ronda                 | Gael Monfils [32]                        | Eliot Benchetrit [WC]                    | 3-6, 6-1, 6-2, 6-1                       |
| Individual femenino - Primera ronda                  | Qiang Wang                               | Venus Williams [9]                       | 6-4, 7-5                                 |
| Individual masculino - Primera ronda                 | Alexander Zverev [4]                     | Ricardas Berankis                        | 6-1, 6-1, 6-2                            |
| Partidos en el Estadio 1                             |                                          |                                          |                                          |
| Evento                                               | Ganador                                  | Perdedor                                 | Resultado                                |
| Individual femenino - Primera ronda                  | Barbora Strýcová [26]                    | Kurumi Nara                              | 1-6, 6-3, 6-4                            |
| Individual masculino - Primera ronda                 | Kei Nishikori [19]                       | Maxime Janvier [WC]                      | 7-6(7-0), 6-4, 6-3                       |
| Individual femenino - Primera ronda                  | Yulia Putintseva                         | Johanna Konta [22]                       | 6-4, 6-3                                 |
| Individual masculino - Primera ronda                 | David Goffin [8]                         | Robin Haase                              | 4-6, 4-6, 6-4, 6-1, 6-0                  |
| Fondo de color indica un partido de la rama femenina |                                          |                                          |                                          |

### Día 2 (28 de mayo)
- Cabezas de serie eliminados:
  - Individual masculino:  Philipp Kohlschreiber [22],  Stan Wawrinka [23],  Gilles Müller [29]
  - Individual femenino:  Anastasija Sevastova [20],  Kristina Mladenovic [29]
- Orden de juego

| Partidos en los estadios principales                 | Partidos en los estadios principales     | Partidos en los estadios principales     | Partidos en los estadios principales     |
| Partidos en el Estadio Philippe Chatrier             | Partidos en el Estadio Philippe Chatrier | Partidos en el Estadio Philippe Chatrier | Partidos en el Estadio Philippe Chatrier |
| Evento                                               | Ganador                                  | Perdedor                                 | Resultado                                |
| ---------------------------------------------------- | ---------------------------------------- | ---------------------------------------- | ---------------------------------------- |
| Individual femenino - Primera ronda                  | Petra Kvitová [8]                        | Verónica Cepede Royg                     | 3-6, 6-1, 7-5                            |
| Individual masculino - Primera ronda                 | Novak Djokovic [20]                      | Rogério Dutra da Silva                   | 6-3, 6-4, 6-4                            |
| Individual femenino - Primera ronda                  | Caroline Wozniacki [2]                   | Danielle Collins                         | 7-6(7-2), 6-1                            |
| Individual masculino - Primera ronda                 | Rafael Nadal [1] vs Simone Bolelli [LL]  | Rafael Nadal [1] vs Simone Bolelli [LL]  | 6-4, 6-3, 3-0, suspendido por lluvia     |
| Partidos en el Estadio Suzanne Lenglen (Grandstand)  |                                          |                                          |                                          |
| Evento                                               | Ganador                                  | Perdedor                                 | Resultado                                |
| Individual masculino - Primera ronda                 | Guillermo García-López                   | Stan Wawrinka [23]                       | 6-2, 3-6, 4-6, 7-6(7-5), 6-3             |
| Individual femenino - Primera ronda                  | Pauline Parmentier [WC]                  | Chloé Paquet [WC]                        | 3-6, 7-6(7-4), 6-2                       |
| Individual femenino - Primera ronda                  | Andrea Petkovic                          | Kristina Mladenovic [29]                 | 7-6(12-10), 6-2                          |
| Individual masculino - Primera ronda                 | Richard Gasquet [27]                     | Andreas Seppi vs                         | 6-0, 6-2, 6-2                            |
| Individual femenino - Primera ronda                  | María Sharápova [28] vs Richel Hogenkamp | María Sharápova [28] vs Richel Hogenkamp | Suspendido por lluvia                    |
| Partidos en el Estadio 1                             |                                          |                                          |                                          |
| Evento                                               | Ganador                                  | Perdedor                                 | Resultado                                |
| Individual masculino - Primera ronda                 | Benoît Paire                             | Roberto Carballés                        | 6-3, 6-7(3-7), 7-6(11-9), 6-1            |
| Individual masculino - Primera ronda                 | Dominic Thiem [7]                        | Ilia Ivashka [Q]                         | 6-2, 6-4, 6-1                            |
| Individual femenino - Primera ronda                  | Coco Vandeweghe [15]                     | Laura Siegemund                          | 6-4, 6-4                                 |
| Individual femenino - Primera ronda                  | Karolína Plíšková [6]                    | Barbora Krejčíková                       | 7-6(8-6), 6-4                            |
| Fondo de color indica un partido de la rama femenina |                                          |                                          |                                          |

### Día 3 (29 de mayo)
- Cabezas de serie eliminados:
  - Individual masculino:  Jack Sock [14],  Adrian Mannarino [25],  Feliciano López [28]
  - Dobles masculino:  Mike Bryan /  Sam Querrey [16]
- Orden de juego

| Partidos en los estadios principales                 | Partidos en los estadios principales     | Partidos en los estadios principales     | Partidos en los estadios principales                  |
| Partidos en el Estadio Philippe Chatrier             | Partidos en el Estadio Philippe Chatrier | Partidos en el Estadio Philippe Chatrier | Partidos en el Estadio Philippe Chatrier              |
| Evento                                               | Ganador                                  | Perdedor                                 | Resultado                                             |
| ---------------------------------------------------- | ---------------------------------------- | ---------------------------------------- | ----------------------------------------------------- |
| Individual masculino - Primera ronda                 | Marin Čilić [3]                          | James Duckworth                          | 6-3, 7-5, 7-6(7-4)                                    |
| Individual masculino - Primera ronda                 | Rafael Nadal [1]                         | Simone Bolelli [LL]                      | 6-4, 6-3, 7-6(11-9)                                   |
| Individual femenino - Primera ronda                  | Serena Williams                          | Kristyna Pliskova                        | 7-6(7-4), 6-4                                         |
| Individual masculino - Primera ronda                 | Jeremy Chardy vs Tomáš Berdych [17]      | Jeremy Chardy vs Tomáš Berdych [17]      | 7-6(7-5), 7-6(10-8), 1-1, suspendido por falta de luz |
| Individual femenino - Primera ronda                  | Simona Halep [1] vs Alison Riske         | Simona Halep [1] vs Alison Riske         | Cancelado por falta de luz                            |
| Partidos en el Estadio Suzanne Lenglen (Grandstand)  |                                          |                                          |                                                       |
| Evento                                               | Ganador                                  | Perdedor                                 | Resultado                                             |
| Individual masculino - Primera ronda                 | Denis Shapovalov [24]                    | John Millman                             | 7-5, 6-4, 6-2                                         |
| Individual femenino - Primera ronda                  | María Sharápova [28]                     | Richèl Hogenkamp                         | 6-1, 4-6, 6-3                                         |
| Individual femenino - Primera ronda                  | Caroline Garcia [7]                      | Yingying Duan                            | 6-1, 6-0                                              |
| Individual masculino - Primera ronda                 | Juan Martín del Potro [5]                | Nicolas Mahut [WC]                       | 1-6, 6-1, 6-2, 6-4                                    |
| Partidos en el Estadio 1                             |                                          |                                          |                                                       |
| Evento                                               | Ganador                                  | Perdedor                                 | Resultado                                             |
| Individual femenino - Primera ronda                  | Garbiñe Muguruza [3]                     | Svetlana Kuznetsova                      | 7-6(7-0), 6-2                                         |
| Individual masculino - Primera ronda                 | Steve Johnson                            | Adrian Mannarino [25]                    | 7-6(7-1), 6-2, 6-2                                    |
| Individual femenino - Primera ronda                  | Julia Görges [11]                        | Dominika Cibulková                       | 6-4, 5-7, 6-0                                         |
| Individual masculino - Primera ronda                 | Leonardo Mayer vs Julien Benneteau       | Leonardo Mayer vs Julien Benneteau       | 6-2, 4-3, suspendido por falta de luz                 |
| Fondo de color indica un partido de la rama femenina |                                          |                                          |                                                       |

### Día 4 (30 de mayo)
- Cabezas de serie eliminados:
  - Individual masculino: Sam Querrey [12],  Tomáš Berdych [17]
  - Individual femenino:  Carla Suárez [23],  Alizé Cornet [32]
  - Dobles masculino:  Aisam-ul-Haq Qureshi /  Jean-Julien Rojer [7],  Ben McLachlan /  Jan-Lennard Struff [14]
  - Dobles femenino:  Ashleigh Barty /  Coco Vandeweghe [7],  Jeļena Ostapenko /  Yelena Vesnina [10],  Shuko Aoyama /  Miyu Kato [14],  Alicja Rosolska /  Abigail Spears [15]
  - Dobles mixto:  Hao-Ching Chan /  Michael Venus [6]
- Orden de juego

| Partidos en los estadios principales                 | Partidos en los estadios principales     | Partidos en los estadios principales     | Partidos en los estadios principales         |
| Partidos en el Estadio Philippe Chatrier             | Partidos en el Estadio Philippe Chatrier | Partidos en el Estadio Philippe Chatrier | Partidos en el Estadio Philippe Chatrier     |
| Evento                                               | Ganador                                  | Perdedor                                 | Resultado                                    |
| ---------------------------------------------------- | ---------------------------------------- | ---------------------------------------- | -------------------------------------------- |
| Individual femenino - Primera ronda                  | Simona Halep [1]                         | Alison Riske                             | 2-6, 6-1, 6-1                                |
| Individual masculino - Primera ronda                 | Jérémy Chardy                            | Tomáš Berdych [17]                       | 7-6(7-5), 7-6(10-8), 1-6, 5-7, 6-2           |
| Individual masculino - Segunda ronda                 | Kei Nishikori [19]                       | Benoît Paire                             | 6-3, 2-6, 4-6, 6-2, 6-3                      |
| Individual femenino - Segunda ronda                  | Caroline Wozniacki [2]                   | Georgina García Pérez                    | 6-1, 6-0                                     |
| Individual masculino - Segunda ronda                 | Lucas Pouille [15] vs Cameron Norrie     | Lucas Pouille [15] vs Cameron Norrie     | 6-2, 6-4, 5-7, suspendido por falta de luz   |
| Partidos en el Estadio Suzanne Lenglen (Grandstand)  |                                          |                                          |                                              |
| Evento                                               | Ganador                                  | Perdedor                                 | Resultado                                    |
| Individual femenino - Segunda ronda                  | Elina Svitolina [4]                      | Viktória Kužmová                         | 6-3, 6-4                                     |
| Individual masculino - Segunda ronda                 | Novak Djokovic [20]                      | Jaume Munar                              | 7-6(7-1), 6-4, 6-4                           |
| Individual masculino - Segunda ronda                 | David Goffin [8]                         | Corentin Moutet                          | 7-5, 6-0, 6-1                                |
| Individual femenino - Segunda ronda                  | Pauline Parmentier                       | Alizé Cornet [32]                        | 6-7(2-7), 6-4, 6-2                           |
| Partidos en el Estadio 1                             |                                          |                                          |                                              |
| Evento                                               | Ganador                                  | Perdedor                                 | Resultado                                    |
| Individual femenino - Segunda ronda                  | Petra Kvitova [8]                        | Lara Arruabarrena                        | 6-0, 6-4                                     |
| Individual masculino - Primera ronda                 | Julien Benneteau                         | Leonardo Mayer                           | 2-6, 7-6(7-4), 6-2, 6-3                      |
| Individual masculino - Segunda ronda                 | Alexander Zverev [2]                     | Dušan Lajović                            | 2-6, 7-5, 4-6, 6-1, 6-2                      |
| Individual masculino - Segunda ronda                 | Gael Monfils [32]                        | Martin Klizan [Q]                        | 6-2, 6-4, 6-4                                |
| Individual femenino - Segunda ronda                  | Daria Kasatkina [14] vs Kirsten Flipkens | Daria Kasatkina [14] vs Kirsten Flipkens | Trasladado a la cancha 9 por falta de tiempo |
| Fondo de color indica un partido de la rama femenina |                                          |                                          |                                              |

### Día 5 (31 de mayo)
- Cabezas de serie eliminados:
  - Individual masculino:  Denis Shapovalov [24]
  - Individual femenino:  Coco Vandeweghe [15],  Ashleigh Barty [17],  Shuai Zhang [27],  Anastasiya Pavliuchenkova [30]
  - Dobles masculino:  Ivan Dodig /  Rajeev Ram [9]
  - Dobles mixto:  Kateřina Siniaková /  Jamie Murray [4]
- Orden de juego

| Partidos en los estadios principales                 | Partidos en los estadios principales      | Partidos en los estadios principales      | Partidos en los estadios principales         |
| Partidos en el Estadio Philippe Chatrier             | Partidos en el Estadio Philippe Chatrier  | Partidos en el Estadio Philippe Chatrier  | Partidos en el Estadio Philippe Chatrier     |
| Evento                                               | Ganador                                   | Perdedor                                  | Resultado                                    |
| ---------------------------------------------------- | ----------------------------------------- | ----------------------------------------- | -------------------------------------------- |
| Individual masculino - Segunda ronda                 | Marin Čilić [3]                           | Hubert Hurkacz [Q]                        | 6-2, 6-2, 6-7(3-7), 7-5                      |
| Individual masculino - Segunda ronda                 | Lucas Pouille [15]                        | Cameron Norrie                            | 6-2, 6-4, 5-7, 7-6(7-3)                      |
| Individual femenino - Segunda ronda                  | Simona Halep [1]                          | Taylor Townsend [WC]                      | 6-3, 6-1                                     |
| Individual masculino - Segunda ronda                 | Juan Martín del Potro [5]                 | Julien Benneteau                          | 6-4, 6-3, 6-2                                |
| Individual femenino - Segunda ronda                  | Serena Williams [PR]                      | Ashleigh Barty [17]                       | 3-6, 6-3, 6-4                                |
| Partidos en el Estadio Suzanne Lenglen (Grandstand)  |                                           |                                           |                                              |
| Evento                                               | Ganador                                   | Perdedor                                  | Resultado                                    |
| Individual femenino - Segunda ronda                  | Garbiñe Muguruza [3]                      | Fiona Ferro                               | 6-4, 6-3                                     |
| Individual masculino - Segunda ronda                 | Richard Gasquet [27]                      | Malek Jaziri                              | 6-2, 3-6, 6-3, 6-0                           |
| Individual masculino - Segunda ronda                 | Rafael Nadal [1]                          | Guido Pella                               | 6-2, 6-1, 6-1                                |
| Individual femenino - Segunda ronda                  | Caroline Garcia [7]                       | Shuai Peng                                | 6-4, 3-6, 6-3                                |
| Partidos en el Estadio 1                             |                                           |                                           |                                              |
| Evento                                               | Ganador                                   | Perdedor                                  | Resultado                                    |
| Individual masculino - Segunda ronda                 | Maximilian Marterer                       | Denis Shapovalov [24]                     | 5-7, 7-6(7-4), 7-5, 6-4                      |
| Individual femenino - Segunda ronda                  | María Sharápova [28]                      | Donna Vekić                               | 7-5, 6-4                                     |
| Individual masculino - Segunda ronda                 | Pierre-Hugues Herbert                     | Jérémy Chardy                             | 2-6, 6-3, 6-2, 3-6, 9-7                      |
| Individual femenino - Segunda ronda                  | Julia Goerges [11] vs Alison Van Uytvanck | Julia Goerges [11] vs Alison Van Uytvanck | Trasladado a la cancha 3 por falta de tiempo |
| Fondo de color indica un partido de la rama femenina |                                           |                                           |                                              |

### Día 6 (1 de junio)
- Cabezas de serie eliminados:
  - Individual masculino:  Grigor Dimitrov [4],  Pablo Carreño [10],  Roberto Bautista [13],  Damir Dzumhur [26]
  - Individual femenino:  Elina Svitolina [4],  Naomi Osaka [21]
  - Dobles masculino:  Pablo Cuevas /  Marcel Granollers [11],  Julio Peralta /  Horacio Zeballos[15]
  - Dobles femenino:  Nadiia Kichenok /  Anastasia Rodionova [16]
  - Dobles mixto:  Tímea Babos /  Rohan Bopanna [7]
- Orden de juego

| Partidos en los estadios principales                 | Partidos en los estadios principales                                         | Partidos en los estadios principales                                         | Partidos en los estadios principales      |
| Partidos en el Estadio Philippe Chatrier             | Partidos en el Estadio Philippe Chatrier                                     | Partidos en el Estadio Philippe Chatrier                                     | Partidos en el Estadio Philippe Chatrier  |
| Evento                                               | Ganador                                                                      | Perdedor                                                                     | Resultado                                 |
| ---------------------------------------------------- | ---------------------------------------------------------------------------- | ---------------------------------------------------------------------------- | ----------------------------------------- |
| Individual masculino - Tercera ronda                 | Alexander Zverev [2]                                                         | Damir Dzumhur [26]                                                           | 6-2, 3-6, 4-6, 7-6(7-3), 7-5              |
| Individual femenino - Tercera ronda                  | Caroline Wozniacki [2]                                                       | Pauline Parmentier                                                           | 6-0, 6-3                                  |
| Individual masculino - Tercera ronda                 | Lucas Pouille [15] vs Karen Jachanov                                         | Lucas Pouille [15] vs Karen Jachanov                                         | 3-6, 5-7, 1-1, suspendido por lluvia      |
| Individual femenino - Tercera ronda                  | Camila Giorgi vs Sloane Stephens [10]                                        | Camila Giorgi vs Sloane Stephens [10]                                        | Cancelado por lluvia                      |
| Partidos en el Estadio Suzanne Lenglen (Grandstand)  |                                                                              |                                                                              |                                           |
| Evento                                               | Ganador                                                                      | Perdedor                                                                     | Resultado                                 |
| Individual femenino - Tercera ronda                  | Madison Keys [13]                                                            | Naomi Osaka [21]                                                             | 6-1, 7-6(9–7)                             |
| Individual masculino - Tercera ronda                 | Novak Djokovic [20]                                                          | Roberto Bautista [13]                                                        | 6-4, 6-7(6-8), 7-6(7-4), 6-2              |
| Individual masculino - Tercera ronda                 | David Goffin [8] vs Gael Monfils [32]                                        | David Goffin [8] vs Gael Monfils [32]                                        | 6-7(6-8), 6-3, 3-2, suspendido por lluvia |
| Individual femenino - Tercera ronda                  | Petra Kvitova [8] vs Anett Kontaveit [25]                                    | Petra Kvitova [8] vs Anett Kontaveit [25]                                    | Cancelado por lluvia                      |
| Partidos en el Estadio 1                             |                                                                              |                                                                              |                                           |
| Evento                                               | Ganador                                                                      | Perdedor                                                                     | Resultado                                 |
| Individual masculino - Tercera ronda                 | Fernando Verdasco [30]                                                       | Grigor Dimitrov [4]                                                          | 7-6(7-4), 6-2, 6-4                        |
| Individual femenino - Tercera ronda                  | Mihaela Buzărnescu [31]                                                      | Elina Svitolina [4]                                                          | 6-3, 7-5                                  |
| Individual masculino - Tercera ronda                 | Dominic Thiem [7]                                                            | Matteo Berrettini                                                            | 6-3, 6-7(5-7), 6-3, 6-2                   |
| Dobles masculino - Segunda ronda                     | Robin Haase / Matwe Middelkoop [6] vs. Pierre-Hugues Herbert / Nicolas Mahut | Robin Haase / Matwe Middelkoop [6] vs. Pierre-Hugues Herbert / Nicolas Mahut | 5-4, suspendido por lluvia                |
| Fondo de color indica un partido de la rama femenina |                                                                              |                                                                              |                                           |

### Día 7 (2 de junio)
- - Individual masculino:  Lucas Pouille [15],  Kyle Edmund [16],  Richard Gasquet [27],  Albert Ramos [31],  Gaël Monfils [32]
  - Individual femenino:  Karolína Plíšková [6],  Petra Kvitová [8],  Julia Görges [11],  Kiki Bertens [18],  Magdaléna Rybáriková [19],  Daria Gavrilova [24]
  - Dobles masculino:  Łukasz Kubot /  Marcelo Melo [1],  Jamie Murray /  Bruno Soares [4],  Raven Klaasen /  Michael Venus [10]
  - Dobles femenino:  Yung-Jan Chan /  Bethanie Mattek-Sands [4],  Raquel Atawo /  Anna-Lena Grönefeld [11]
  - Dobles mixto:  Yifan Xu /  Oliver Marach [3]
- Orden de juego

| Partidos en los estadios principales                 | Partidos en los estadios principales     | Partidos en los estadios principales     | Partidos en los estadios principales     |
| Partidos en el Estadio Philippe Chatrier             | Partidos en el Estadio Philippe Chatrier | Partidos en el Estadio Philippe Chatrier | Partidos en el Estadio Philippe Chatrier |
| Evento                                               | Ganador                                  | Perdedor                                 | Resultado                                |
| ---------------------------------------------------- | ---------------------------------------- | ---------------------------------------- | ---------------------------------------- |
| Individual femenino - Tercera ronda                  | Garbiñe Muguruza [3]                     | Samantha Stosur                          | 6-0, 6-2                                 |
| Individual masculino - Tercera ronda                 | Karen Jachanov                           | Lucas Pouille [15]                       | 6-3, 7-5, 6-3                            |
| Individual femenino - Tercera ronda                  | María Sharápova [28]                     | Karolína Plíšková [6]                    | 6-2, 6-1                                 |
| Individual masculino - Tercera ronda                 | Rafael Nadal [1]                         | Richard Gasquet [27]                     | 6-3, 6-2, 6-2                            |
| Individual masculino - Tercera ronda                 | Juan Martín del Potro [5]                | Albert Ramos [31]                        | 7-5, 6-4, 6-1                            |
| Partidos en el Estadio Suzanne Lenglen (Grandstand)  |                                          |                                          |                                          |
| Evento                                               | Ganador                                  | Perdedor                                 | Resultado                                |
| Individual masculino - Tercera ronda                 | Fabio Fognini [18]                       | Kyle Edmund [16]                         | 6-3, 4-6, 3-6, 6-4, 6-4                  |
| Individual masculino - Tercera ronda                 | David Goffin [8]                         | Gaël Monfils [32]                        | 6-7(6-8), 6-3, 4-6, 7-5, 6-3             |
| Individual femenino - Tercera ronda                  | Caroline Garcia [7]                      | Irina-Camelia Begu                       | 6-1, 6-3                                 |
| Individual femenino - Tercera ronda                  | Serena Williams [PR]                     | Julia Görges [11]                        | 6-3, 6-4                                 |
| Partidos en el Estadio 1                             |                                          |                                          |                                          |
| Evento                                               | Ganador                                  | Perdedor                                 | Resultado                                |
| Individual femenino - Tercera ronda                  | Anett Kontaveit [25]                     | Petra Kvitová [8]                        | 7-6(8-6), 7-6(7-4)                       |
| Individual masculino - Tercera ronda                 | Kevin Anderson [6]                       | Mischa Zverev                            | 6-1, 6-7(3-7), 6-3, 7-6(7-4)             |
| Individual masculino - Tercera ronda                 | Marin Čilić [3]                          | Steve Johnson                            | 6-3, 6-2, 6-4                            |
| Individual femenino - Tercera ronda                  | Angelique Kerber [12]                    | Kiki Bertens [18]                        | 7-6(7-4), 7-6(7-4)                       |
| Fondo de color indica un partido de la rama femenina |                                          |                                          |                                          |

### Día 8 (3 de junio)
- - Individual masculino:  David Goffin [8],  Kei Nishikori [19],  Fernando Verdasco [30]
  - Individual femenino:  Anett Kontaveit [25],  Barbora Strýcová [26],  Mihaela Buzărnescu [31]
  - Dobles femenino:  Kiki Bertens /  Johanna Larsson [9]
  - Dobles mixto:  Andreja Klepač /  Jean-Julien Rojer [5]
- Orden de juego

| Partidos en los estadios principales                 | Partidos en los estadios principales           | Partidos en los estadios principales           | Partidos en los estadios principales       |
| Partidos en el Estadio Philippe Chatrier             | Partidos en el Estadio Philippe Chatrier       | Partidos en el Estadio Philippe Chatrier       | Partidos en el Estadio Philippe Chatrier   |
| Evento                                               | Ganador                                        | Perdedor                                       | Resultado                                  |
| ---------------------------------------------------- | ---------------------------------------------- | ---------------------------------------------- | ------------------------------------------ |
| Individual femenino - Cuarta ronda                   | Madison Keys [13]                              | Mihaela Buzărnescu [31]                        | 6-1, 6-4                                   |
| Individual masculino - Cuarta ronda                  | Dominic Thiem [7]                              | Kei Nishikori [19]                             | 6-2, 6-0, 5-7, 6-4                         |
| Individual femenino - Cuarta ronda                   | Sloane Stephens [10]                           | Anett Kontaveit [25]                           | 6-2, 6-0                                   |
| Individual masculino - Cuarta ronda                  | Novak Djokovic [20]                            | Fernando Verdasco [30]                         | 6-3, 6-4, 6-2                              |
| Partidos en el Estadio Suzanne Lenglen (Grandstand)  |                                                |                                                |                                            |
| Evento                                               | Ganador                                        | Perdedor                                       | Resultado                                  |
| Individual masculino - Cuarta ronda                  | Alexander Zverev [2]                           | Karen Jachanov                                 | 4-6, 7-6(7-4), 2-6, 6-3, 6-3               |
| Individual femenino - Cuarta ronda                   | Yulia Putintseva                               | Barbora Strýcová [26]                          | 6-4, 6-3                                   |
| Individual masculino - Cuarta ronda                  | Marco Cecchinato                               | David Goffin [8]                               | 7-5, 4-6, 6-0, 6-3                         |
| Individual femenino - Cuarta ronda                   | Daria Kasatkina [14] vs Caroline Wozniacki [2] | Daria Kasatkina [14] vs Caroline Wozniacki [2] | 7-6(7-5), 3-3, suspendido por falta de luz |
| Partidos en el Estadio 1                             |                                                |                                                |                                            |
| Evento                                               | Ganador                                        | Perdedor                                       | Resultado                                  |
| Dobles femenino - Tercera ronda                      | Hao-Ching Chan [8] Zhaoxuan Yang [8]           | Sorana Cîrstea Sara Sorribes                   | 6-2, 6-4                                   |
| Dobles masculino - Tercera ronda                     | Máximo González Nicolás Jarry                  | Calvin Hemery [Alt] Stéphane Robert [Alt]      | 7-5, 6-3                                   |
| Dobles masculino - Tercera ronda                     | Pierre-Hugues Herbert [6] Nicolas Mahut [6]    | Robin Haase Matwé Middelkoop                   | 7-5, 7-6(8-6)                              |
| Dobles femenino - Tercera ronda                      | Andreja Klepač [3] María José Martínez [3]     | Serena Williams [WC] Venus Williams [WC]       | 6-4, 6-7(4-7), 6-0                         |
| Fondo de color indica un partido de la rama femenina |                                                |                                                |                                            |

### Día 9 (4 de junio)
- Cabezas de serie eliminados:
  - Individual masculino:  Kevin Anderson [6],  John Isner [9],  Fabio Fognini [18]
  - Individual femenino:  Caroline Wozniacki [2],  Caroline Garcia [7],  Elise Mertens [16]
  - Dobles masculino:  Henri Kontinen /  John Peers [3]
  - Dobles femenino:  Gabriela Dabrowski /  Yifan Xu [5],  Nicole Melichar /  Květa Peschke [13]
- Orden de juego

| Partidos en los estadios principales                 | Partidos en los estadios principales        | Partidos en los estadios principales     | Partidos en los estadios principales     |
| Partidos en el Estadio Philippe Chatrier             | Partidos en el Estadio Philippe Chatrier    | Partidos en el Estadio Philippe Chatrier | Partidos en el Estadio Philippe Chatrier |
| Evento                                               | Ganador                                     | Perdedor                                 | Resultado                                |
| ---------------------------------------------------- | ------------------------------------------- | ---------------------------------------- | ---------------------------------------- |
| Individual femenino - Cuarta ronda                   | Simona Halep [1]                            | Elise Mertens [16]                       | 6-2, 6-1                                 |
| Individual femenino - Cuarta ronda                   | Daria Kasátkina [14]                        | Caroline Wozniacki [2]                   | 7-6(7-5), 6-3                            |
| Individual masculino - Cuarta ronda                  | Rafael Nadal [1]                            | Maximilian Marterer                      | 6-3, 6-2, 7-6(7-4)                       |
| Individual femenino - Cuarta ronda                   | María Sharápova [28]                        | Serena Williams [PR]                     | No presentación                          |
| Individual masculino - Cuarta ronda                  | Marin Čilić [3]                             | Fabio Fognini [18]                       | 6-4, 6-1, 3-6, 6-7(4-7), 6-3             |
| Partidos en el Estadio Suzanne Lenglen (Grandstand)  |                                             |                                          |                                          |
| Evento                                               | Ganador                                     | Perdedor                                 | Resultado                                |
| Individual masculino - Cuarta ronda                  | Diego Schwartzman [11]                      | Kevin Anderson [6]                       | 1-6, 2-6, 7-5, 7-6(7-0), 6-2             |
| Individual femenino - Cuarta ronda                   | Angelique Kerber [12]                       | Caroline Garcia [7]                      | 6-2, 6-3                                 |
| Individual masculino - Cuarta ronda                  | Juan Martín del Potro [5]                   | John Isner [9]                           | 6-4, 6-4, 6-4                            |
| Partidos en el Estadio 1                             |                                             |                                          |                                          |
| Evento                                               | Ganador                                     | Perdedor                                 | Resultado                                |
| Dobles masculino - Cuartos de final                  | Feliciano López [12] Marc López [12]        | Henri Kontinen [3] John Peers [3]        | 6-4, 6-7(2-7), 7-6(7-3)                  |
| Dobles femenino - Tercera ronda                      | Timea Babos [1] Kristina Mladenovic [1]     | Nicole Melichar [13] Kveta Peschke [13]  | 4-6, 6-2, 7-5                            |
| Dobles masculino - Tercera ronda                     | Pierre-Hugues Herbert [6] Nicolas Mahut [6] | Steve Johnson Jack Sock                  | 6-4, 6-3                                 |
| Individual femenino - Cuarta ronda                   | Garbiñe Muguruza [3]                        | Lesia Tsurenko                           | 2-0, retirada                            |
| Fondo de color indica un partido de la rama femenina |                                             |                                          |                                          |

### Día 10 (5 de junio)
- Cabezas de serie eliminados:
  - Individual masculino:  Alexander Zverev [2],  Novak Djokovic [20]
  - Individual femenino:  Daria Kasátkina [14]
  - Dobles masculino:  Juan Sebastián Cabal /  Robert Farah [5],  Rohan Bopanna /  Édouard Roger-Vasselin [13]
  - Dobles femenino:  Andreja Klepač /  María José Martínez [3]
- Orden de juego

| Partidos en los estadios principales                 | Partidos en los estadios principales          | Partidos en los estadios principales           | Partidos en los estadios principales     |
| Partidos en el Estadio Philippe Chatrier             | Partidos en el Estadio Philippe Chatrier      | Partidos en el Estadio Philippe Chatrier       | Partidos en el Estadio Philippe Chatrier |
| Evento                                               | Ganador                                       | Perdedor                                       | Resultado                                |
| ---------------------------------------------------- | --------------------------------------------- | ---------------------------------------------- | ---------------------------------------- |
| Individual masculino - Cuartos de final              | Dominic Thiem [7]                             | Alexander Zverev [2]                           | 6-4, 6-2, 6-1                            |
| Individual femenino - Cuartos de final               | Sloane Stephens [10]                          | Daria Kasátkina [14]                           | 6-3, 6-1                                 |
| Partidos en el Estadio Suzanne Lenglen (Grandstand)  |                                               |                                                |                                          |
| Evento                                               | Ganador                                       | Perdedor                                       | Resultado                                |
| Individual femenino - Cuartos de final               | Madison Keys [13]                             | Yulia Putintseva                               | 7-6(7-5), 6-4                            |
| Individual masculino - Cuartos de final              | Marco Cecchinato                              | Novak Djokovic [20]                            | 6-3, 7-6(7-4),1-6, 7-6(13-11)            |
| Partidos en el Estadio 1                             |                                               |                                                |                                          |
| Evento                                               | Ganador                                       | Perdedor                                       | Resultado                                |
| Dobles masculino - Cuartos de final                  | Oliver Marach [2] Mate Pavić [2]              | Juan Sebastián Cabal [5] Robert Farah [5]      | 3-6, 6-4, 6-3                            |
| Dobles femenino - Cuartos de final                   | Barbora Krejčíková [6] Kateřina Siniaková [6] | Andreja Klepač [3] María José Martínez [3]     | 6-3, 6-3                                 |
| Dobles mixto - Semifinales                           | Gabriela Dabrowski [1] Mate Pavić [1]         | Katarina Srebotnik Santiago González           | 6-4, 6-4                                 |
| Dobles masculino - Cuartos de final                  | Nikola Mektić [8] Alexander Peya [8]          | Rohan Bopanna [13] Édouard Roger-Vasselin [13] | 7-6(7-4), 6-2                            |
| Fondo de color indica un partido de la rama femenina |                                               |                                                |                                          |

### Día 11 (6 de junio)
- Cabezas de serie eliminados:
  - Individual femenino:  Angelique Kerber [12],  María Sharápova [28]
  - Dobles femenino:  Tímea Babos /  Kristina Mladenovic [1]
  - Dobles mixto:  Anna-Lena Grönefeld /  Robert Farah [8]
- Orden de juego

| Partidos en los estadios principales                 | Partidos en los estadios principales         | Partidos en los estadios principales         | Partidos en los estadios principales     |
| Partidos en el Estadio Philippe Chatrier             | Partidos en el Estadio Philippe Chatrier     | Partidos en el Estadio Philippe Chatrier     | Partidos en el Estadio Philippe Chatrier |
| Evento                                               | Ganador                                      | Perdedor                                     | Resultado                                |
| ---------------------------------------------------- | -------------------------------------------- | -------------------------------------------- | ---------------------------------------- |
| Individual femenino - Cuartos de final               | Garbiñe Muguruza [3]                         | María Sharápova [28]                         | 6-2, 6-1                                 |
| Individual masculino - Cuartos de final              | Rafael Nadal [1] vs Diego Schwartzman [11]   | Rafael Nadal [1] vs Diego Schwartzman [11]   | 4-6, 5-3, suspendido por lluvia          |
| Partidos en el Estadio Suzanne Lenglen (Grandstand)  |                                              |                                              |                                          |
| Evento                                               | Ganador                                      | Perdedor                                     | Resultado                                |
| Individual femenino - Cuartos de final               | Simona Halep [1]                             | Angelique Kerber [12]                        | 6-7(2-7), 6-3, 6-2                       |
| Individual masculino - Cuartos de final              | Marin Čilić [3] vs Juan Martín del Potro [6] | Marin Čilić [3] vs Juan Martín del Potro [6] | 6-6(5-5), suspendido por lluvia          |
| Partidos en el Estadio 1                             |                                              |                                              |                                          |
| Evento                                               | Ganador                                      | Perdedor                                     | Resultado                                |
| Dobles masculino - Leyendas mayores de 45            | Mansour Bahrami Fabrice Santoro              | Mikael Pernfors Mats Wilander                | 6-2, 6-4                                 |
| Dobles masculino - Cuartos de final                  | Pierre-Hugues Herbert [6] Nicolas Mahut [6]  | Máximo González Nicolás Jarry                | 6-4, 7-6(10-8)                           |
| Dobles femenino - Cuartos de final                   | Eri Hozumi Makoto Ninomiya                   | Tímea Babos [1] Kristina Mladenovic [1]      | 7-6(7-4), 6-3                            |
| Dobles femenino - Cuartos de final                   | Andrea Hlaváčková [2] Barbora Strýcová [2]   | Lara Arruabarrena Katarina Srebotnik         | 6-3, 6-1                                 |
| Fondo de color indica un partido de la rama femenina |                                              |                                              |                                          |

### Día 12 (7 de junio)
- Cabezas de serie eliminados:
  - Individual masculino:  Marin Čilić [3],  Diego Schwartzman [11]
  - Individual femenino:  Garbiñe Muguruza [3],  Madison Keys [13]
  - Dobles masculino:  Nikola Mektić /  Alexander Peya [8]
  - Dobles mixto:  Gabriela Dabrowski /  Mate Pavić [1]
- Orden de juego (enlace roto disponible en Internet Archive; véase el historial, la primera versión y la última).

| Partidos en los estadios principales                    | Partidos en los estadios principales        | Partidos en los estadios principales     | Partidos en los estadios principales     |
| Partidos en el Estadio Philippe Chatrier                | Partidos en el Estadio Philippe Chatrier    | Partidos en el Estadio Philippe Chatrier | Partidos en el Estadio Philippe Chatrier |
| Evento                                                  | Ganador                                     | Perdedor                                 | Resultado                                |
| ------------------------------------------------------- | ------------------------------------------- | ---------------------------------------- | ---------------------------------------- |
| Individual masculino - Cuartos de final                 | Rafael Nadal [1]                            | Diego Schwartzman [11]                   | 4-6, 6-3, 6-2, 6-2                       |
| Individual femenino - Semifinales                       | Simona Halep [1]                            | Garbiñe Muguruza [3]                     | 6-1, 6-4                                 |
| Individual femenino - Semifinales                       | Sloane Stephens [10]                        | Madison Keys [13]                        | 6-4, 6-4                                 |
| Partidos en el Estadio Suzanne Lenglen (Grandstand)     |                                             |                                          |                                          |
| Evento                                                  | Ganador                                     | Perdedor                                 | Resultado                                |
| Individual masculino - Cuartos de final                 | Juan Martín del Potro [6]                   | Marin Čilić [3]                          | 7-6(7-5), 5-7, 6-3, 7-5                  |
| Dobles mixto - Final                                    | Yung-Jan Chan [2] Ivan Dodig [2]            | Gabriela Dabrowski [1] Mate Pavić [1]    | 6-1, 6-7(5-7), [10-8]                    |
| Dobles masculino - Semifinales                          | Pierre-Hugues Herbert [6] Nicolas Mahut [6] | Nikola Mektić [8] Alexander Peya [8]     | 6-3, 6-4                                 |
| Partidos en el Estadio 1                                |                                             |                                          |                                          |
| Evento                                                  | Ganador                                     | Perdedor                                 | Resultado                                |
| Dobles femenino - Primera ronda Leyendas                | Kim Clijsters Nathalie Tauziat              | Iva Majoli Arantxa Sánchez Vicario       | 6-2, 6-4                                 |
| Dobles femenino - Primera ronda Leyendas                | Nathalie Dechy Amelie Mauresmo              | Conchita Martínez Sandrine Testud        | 2-6, 7-6(7-5), [10-7]                    |
| Dobles masculino - Primera ronda Leyendas mayores de 45 | Michael Chang Henri Leconte                 | Sergi Bruguera Younes El Aynaoui         | 6-4, 6-3                                 |
| Dobles masculino - Primera ronda Leyendas mayores de 45 | Mansour Bahrami Fabrice Santoro             | Mikael Pernfors Mats Wilander            | 5-7, retirados                           |
| Fondo de color indica un partido de la rama femenina    |                                             |                                          |                                          |

### Día 13 (8 de junio)
- Cabezas de serie eliminados:
  - Individual masculino:   Juan Martín del Potro [5]
  - Dobles masculino:  Feliciano López /  Marc López [12]
  - Dobles femenino:  Andrea Hlaváčková /  Barbora Strýcová [2],  Hao-Ching Chan /  Zhaoxuan Yang [8]
- Orden de juego

| Partidos en los estadios principales                    | Partidos en los estadios principales          | Partidos en los estadios principales       | Partidos en los estadios principales     |
| Partidos en el Estadio Philippe Chatrier                | Partidos en el Estadio Philippe Chatrier      | Partidos en el Estadio Philippe Chatrier   | Partidos en el Estadio Philippe Chatrier |
| Evento                                                  | Ganador                                       | Perdedor                                   | Resultado                                |
| ------------------------------------------------------- | --------------------------------------------- | ------------------------------------------ | ---------------------------------------- |
| Individual masculino - Semifinales                      | Dominic Thiem [7]                             | Marco Cecchinato                           | 7-5, 7-6(12-10), 6-1                     |
| Individual masculino - Semifinales                      | Rafael Nadal [1]                              | Juan Martín del Potro [5]                  | 6-4, 6-1, 6-2                            |
| Partidos en el Estadio Suzanne Lenglen (Grandstand)     |                                               |                                            |                                          |
| Evento                                                  | Ganador                                       | Perdedor                                   | Resultado                                |
| Dobles masculino - Primera ronda Leyendas mayores de 45 | Mansour Bahrami Fabrice Santoro               | Arnaud Boetsch Pat Cash                    | 6-3, 2-6, [10-7]                         |
| Dobles masculino - Semifinales                          | Oliver Marach [2] Mate Pavić [2]              | Feliciano López [12] Marc López [12]       | 6-4, 7-5                                 |
| Dobles femenino - Semifinales                           | Eri Hozumi Makoto Ninomiya                    | Hao-Ching Chan [8] Zhaoxuan Yang [8]       | 6-2, 6-2                                 |
| Dobles femenino - Semifinales                           | Barbora Krejčíková [6] Kateřina Siniaková [6] | Andrea Hlaváčková [2] Barbora Strýcová [2] | 6-3, 6-2                                 |
| Partidos en el Estadio 1                                |                                               |                                            |                                          |
| Evento                                                  | Ganador                                       | Perdedor                                   | Resultado                                |
| Dobles femenino - Primera ronda Leyendas                | Marion Bartoli Martina Navrátilová            | Iva Majoli Arantxa Sánchez Vicario         | 6-3, 6-3                                 |
| Dobles femenino - Primera ronda Leyendas                | Nathalie Dechy Amélie Mauresmo                | Tracy Austin Lindsay Davenport             | 6-2, 6-2                                 |
| Dobles masculino - Primera ronda Leyendas menores de 45 | Sébastien Grosjean Michaël Llodra             | James Blake Mark Philippoussis             | 6-2, 6-2                                 |
| Fondo de color indica un partido de la rama femenina    |                                               |                                            |                                          |

### Día 14 (9 de junio)
- Cabezas de serie eliminados:
  - Individual femenino:  Sloane Stephens [10]
  - Dobles masculino:  Oliver Marach /  Mate Pavić [2]
- Orden de juego

| Partidos en los estadios principales                    | Partidos en los estadios principales        | Partidos en los estadios principales     | Partidos en los estadios principales     |
| Partidos en el Estadio Philippe Chatrier                | Partidos en el Estadio Philippe Chatrier    | Partidos en el Estadio Philippe Chatrier | Partidos en el Estadio Philippe Chatrier |
| Evento                                                  | Ganador                                     | Perdedor                                 | Resultado                                |
| ------------------------------------------------------- | ------------------------------------------- | ---------------------------------------- | ---------------------------------------- |
| Individual femenino - Final                             | Simona Halep [1]                            | Sloane Stephens [10]                     | 3-6, 6-4, 6-1                            |
| Dobles masculino - Final                                | Pierre-Hugues Herbert [6] Nicolas Mahut [6] | Oliver Marach [2] Mate Pavić [2]         | 6-2, 7-6(7-4)                            |
| Partidos en el Estadio Suzanne Lenglen (Grandstand)     |                                             |                                          |                                          |
| Evento                                                  | Ganador                                     | Perdedor                                 | Resultado                                |
| Dobles femenino - Final Leyendas                        | Nathalie Dechy Amelie Mauresmo              | Kim Clijsters Nathalie Tauziat           | 6-7(4-7), 6-4, [15-13]                   |
| Dobles masculino - Primera ronda Leyendas menores de 45 | Àlex Corretja Juan Carlos Ferrero           | Sébastien Grosjean Michaël Llodra        | 6-4, 6-2                                 |
| Partidos en el Estadio 1                                |                                             |                                          |                                          |
| Evento                                                  | Ganador                                     | Perdedor                                 | Resultado                                |
| Individual júnior masculino - Final                     | Chun-Hsin Tseng [4]                         | Sebastián Báez [1]                       | 7-6(7-5), 6-2                            |
| Individual júnior femenino - Final                      | Cori Gauff [16]                             | Caty McNally                             | 1-6, 6-3, 7-6(7-1)                       |
| Dobles júnior masculino - Final                         | Ondřej Štyler Naoki Tajima                  | Ray Ho [5] Chun-Hsin Tseng [5]           | 6-4, 6-4                                 |
| Dobles júnior femenino - Final                          | Caty McNally Iga Świątek                    | Yuki Naito [3] Naho Sato [3]             | 6-2, 7-5                                 |
| Fondo de color indica un partido de la rama femenina    |                                             |                                          |                                          |

### Día 15 (10 de junio)
- Cabezas de serie eliminados:
  - Individual masculino:  Dominic Thiem [7]
- Orden de juego

| Partidos en los estadios principales                | Partidos en los estadios principales          | Partidos en los estadios principales     | Partidos en los estadios principales     |
| Partidos en el Estadio Philippe Chatrier            | Partidos en el Estadio Philippe Chatrier      | Partidos en el Estadio Philippe Chatrier | Partidos en el Estadio Philippe Chatrier |
| Evento                                              | Ganador                                       | Perdedor                                 | Resultado                                |
| --------------------------------------------------- | --------------------------------------------- | ---------------------------------------- | ---------------------------------------- |
| Dobles femenino - Final                             | Barbora Krejčíková [6] Kateřina Siniaková [6] | Eri Hozumi Makoto Ninomiya               | 6-3, 6-3                                 |
| Individual masculino - Final                        | Rafael Nadal [1]                              | Dominic Thiem [7]                        | 6-4, 6-3, 6-2                            |
| Partidos en el Estadio Suzanne Lenglen (Grandstand) |                                               |                                          |                                          |
| Evento                                              | Ganador                                       | Perdedor                                 | Resultado                                |
| Dobles masculino - Final Leyendas mayores de 45     | Mansour Bahrami Fabrice Santoro               | John McEnroe Cédric Pioline              | 6-1, 2-6, [12-10]                        |
| Dobles masculino - Final Leyendas menores de 45     | Àlex Corretja Juan Carlos Ferrero             | Yevgeny Kafelnikov Marat Safin           | 6-3, 6-3                                 |

## Cabezas de serie
Las siguientes tablas muestran a los cabezas de serie y los jugadores que no se presentaron en el torneo. Los cabezas de serie (columna Nº) se determinaron en base a las clasificaciones ATP y WTA correspondientes al 21 de mayo de 2018. La Clasificación y los Puntos son los correspondientes a las clasificaciones ATP y WTA del 28 de mayo de 2018.

### Individual masculino
| N° | Clasif | Jugador               | Puntos | Puntos por defender | Puntos ganados | Nuevos puntos | Ronda hasta la que avanzó en el torneo                  |
| -- | ------ | --------------------- | ------ | ------------------- | -------------- | ------------- | ------------------------------------------------------- |
| 1  | 1      | Rafael Nadal          | 8770   | 2000                | 2000           | 8770          | Campeón, venció a Dominic Thiem [7]                     |
| 2  | 3      | Alexander Zverev      | 5615   | 10                  | 360            | 5965          | Cuartos de final, perdió ante Dominic Thiem [7]         |
| 3  | 4      | Marin Čilić           | 4950   | 360                 | 360            | 4950          | Cuartos de final, perdió ante Juan Martín del Potro [5] |
| 4  | 5      | Grigor Dimitrov       | 4870   | 90                  | 90             | 4870          | Tercera ronda, perdió ante Fernando Verdasco [30]       |
| 5  | 6      | Juan Martín del Potro | 4450   | 90                  | 720            | 5080          | Semifinales, perdió ante Rafael Nadal [1]               |
| 6  | 7      | Kevin Anderson        | 3635   | 180                 | 180            | 3635          | Cuarta ronda, perdió ante Diego Schwartzman [11]        |
| 7  | 8      | Dominic Thiem         | 3355   | 720                 | 1200           | 3835          | Final, perdió ante Rafael Nadal [1]                     |
| 8  | 9      | David Goffin          | 3020   | 90                  | 180            | 3110          | Cuarta ronda, perdió ante Marco Cecchinato              |
| 9  | 10     | John Isner            | 2980   | 90                  | 180            | 3070          | Cuarta ronda, perdió ante Juan Martín del Potro [5]     |
| 10 | 11     | Pablo Carreño         | 2415   | 360                 | 90             | 2145          | Tercera ronda, perdió ante Marco Cecchinato             |
| 11 | 12     | Diego Schwartzman     | 2165   | 90                  | 360            | 2435          | Cuartos de final, perdió ante Rafael Nadal [1]          |
| 12 | 15     | Sam Querrey           | 2095   | 10                  | 45             | 2130          | Segunda ronda, perdió ante Gilles Simon                 |
| 13 | 13     | Roberto Bautista      | 2120   | 180                 | 90             | 2030          | Tercera ronda, perdió ante Novak Djokovic [20]          |
| 14 | 14     | Jack Sock             | 2110   | 10                  | 10             | 2110          | Primera ronda, perdió ante Jürgen Zopp [LL]             |
| 15 | 16     | Lucas Pouille         | 2030   | 90                  | 90             | 2030          | Tercera ronda, perdió ante Karen Jachanov               |
| 16 | 17     | Kyle Edmund           | 1950   | 90                  | 90             | 1950          | Tercera ronda, perdió ante Fabio Fognini [18]           |
| 17 | 20     | Tomáš Berdych         | 1750   | 45                  | 10             | 1715          | Primera ronda, perdió ante Jérémy Chardy                |
| 18 | 18     | Fabio Fognini         | 1940   | 90                  | 180            | 2030          | Cuarta ronda, perdió ante Marin Čilić [3]               |
| 19 | 21     | Kei Nishikori         | 1710   | 360                 | 180            | 1530          | Cuarta ronda, perdió ante Dominic Thiem [7]             |
| 20 | 22     | Novak Djokovic        | 1665   | 360                 | 360            | 1665          | Cuartos de final, perdió ante Marco Cecchinato          |
| 21 | 23     | Nick Kyrgios          | 1630   | 45                  | 0              | 1585          | Baja por lesión antes de la primera ronda.              |
| 22 | 24     | Philipp Kohlschreiber | 1620   | 10                  | 10             | 1620          | Primera ronda, perdió ante Borna Ćorić                  |
| 23 | 30     | Stan Wawrinka         | 1400   | 1200                | 10             | 210           | Primera ronda, perdió ante Guillermo García López       |
| 24 | 25     | Denis Shapovalov      | 1573   | (10)                | 45             | 1608          | Segunda ronda, perdió ante Maximilian Marterer          |
| 25 | 26     | Adrian Mannarino      | 1535   | 10                  | 10             | 1535          | Primera ronda, perdió ante Steve Johnson                |
| 26 | 29     | Damir Džumhur         | 1415   | 10                  | 90             | 1495          | Tercera ronda, perdió ante Alexander Zverev [2]         |
| 27 | 32     | Richard Gasquet       | 1395   | 90                  | 90             | 1395          | Tercera ronda, perdió ante Rafael Nadal [1]             |
| 28 | 33     | Feliciano López       | 1375   | 90                  | 10             | 1295          | Primera ronda, perdió ante Sergiy Stakhovsky [LL]       |
| 29 | 34     | Gilles Müller         | 1300   | 10                  | 10             | 1300          | Primera ronda, perdió ante Ernests Gulbis [Q]           |
| 30 | 35     | Fernando Verdasco     | 1280   | 180                 | 180            | 1280          | Cuarta ronda, perdió ante Novak Djokovic [20]           |
| 31 | 36     | Albert Ramos          | 1260   | 180                 | 90             | 1170          | Tercera ronda, perdió ante Juan Martín del Potro [5]    |
| 32 | 38     | Gaël Monfils          | 1220   | 180                 | 90             | 1130          | Tercera ronda, perdió ante David Goffin [8]             |

#### Bajas masculinas notables
| Clasif | Jugador            | Puntos | Puntos por defender | Puntos ganados | Nuevos puntos | Motivo                            |
| ------ | ------------------ | ------ | ------------------- | -------------- | ------------- | --------------------------------- |
| 2      | Roger Federer      | 8670   | 0                   | 0              | 8670          | Renuncia a jugar en tierra batida |
| 19     | Hyeon Chung        | 1755   | 90                  | 0              | 1685          | Lesión de tobillo                 |
| 23     | Nick Kyrgios       | 1630   | 45                  | 0              | 1585          | Lesión de codo                    |
| 27     | Filip Krajinović   | 1506   | (15)                | 0              | 1491          | Lesión en la pierna               |
| 28     | Milos Raonic       | 1435   | 180                 | 0              | 1255          | Lesión de rodilla                 |
| 31     | Andréi Rubliov     | 1397   | 26                  | 0              | 1371          | Lesión de espalda                 |
| 37     | Jo-Wilfried Tsonga | 995    | 10                  | 0              | 985           | Lesión de rodilla                 |

### Individual femenino
| N° | Clasif | Jugadora                  | Puntos | Puntos por defender | Puntos ganados | Nuevos puntos | Ronda hasta la que avanzó en el torneo             |
| -- | ------ | ------------------------- | ------ | ------------------- | -------------- | ------------- | -------------------------------------------------- |
| 1  | 1      | Simona Halep              | 7270   | 1300                | 2000           | 7970          | Campeona, venció a Sloane Stephens [10]            |
| 2  | 2      | Caroline Wozniacki        | 6935   | 430                 | 240            | 6745          | Cuarta ronda, perdió ante Daria Kasátkina [14]     |
| 3  | 3      | Garbiñe Muguruza          | 6010   | 240                 | 780            | 6550          | Semifinales, perdió ante Simona Halep [1]          |
| 4  | 4      | Elina Svitolina           | 5505   | 430                 | 130            | 5205          | Tercera ronda, perdió ante Mihaela Buzărnescu [31] |
| 5  | 5      | Jeļena Ostapenko          | 5382   | 2000                | 10             | 3392          | Primera ronda, perdió ante Kateryna Kozlova        |
| 6  | 6      | Karolína Plíšková         | 5335   | 780                 | 130            | 4685          | Tercera ronda, perdió ante María Sharápova [28]    |
| 7  | 7      | Caroline Garcia           | 5160   | 430                 | 240            | 4970          | Cuarta ronda, perdió ante Angelique Kerber [12]    |
| 8  | 8      | Petra Kvitová             | 4550   | 70                  | 130            | 4610          | Tercera ronda, perdió ante Anett Kontaveit [25]    |
| 9  | 9      | Venus Williams            | 4201   | 240                 | 10             | 3971          | Primera ronda, perdió ante Qiang Wang              |
| 10 | 10     | Sloane Stephens           | 4164   | (1)                 | 1300           | 5463          | Final, perdió ante Simona Halep [1]                |
| 11 | 11     | Julia Görges              | 3090   | 10                  | 130            | 3210          | Tercera ronda, perdió ante Serena Williams [PR]    |
| 12 | 12     | Angelique Kerber          | 3040   | 10                  | 430            | 3460          | Cuartos de final, perdió ante Simona Halep [1]     |
| 13 | 13     | Madison Keys              | 2826   | 70                  | 780            | 3536          | Semifinales, perdió ante Sloane Stephens [10]      |
| 14 | 14     | Daria Kasatkina           | 2825   | 130                 | 430            | 3125          | Cuartos de final, perdió ante Sloane Stephens [10] |
| 15 | 15     | Coco Vandeweghe           | 2533   | 10                  | 70             | 2593          | Segunda ronda, perdió ante Lesia Tsurenko          |
| 16 | 16     | Elise Mertens             | 2525   | 130                 | 240            | 2635          | Cuarta ronda, perdió ante Simona Halep [1]         |
| 17 | 17     | Ashleigh Barty            | 2360   | 10                  | 70             | 2420          | Segunda ronda, perdió ante Serena Williams [PR]    |
| 18 | 22     | Kiki Bertens              | 2030   | 70                  | 130            | 2090          | Tercera ronda, perdió ante Angelique Kerber [12]   |
| 19 | 18     | Magdaléna Rybáriková      | 2225   | 70                  | 130            | 2285          | Tercera ronda, perdió ante Lesia Tsurenko          |
| 20 | 19     | Anastasija Sevastova      | 2225   | 130                 | 10             | 2105          | Primera ronda, perdió ante Mariana Duque [Q]       |
| 21 | 20     | Naomi Osaka               | 2150   | 10                  | 130            | 2270          | Tercera ronda, perdió ante Madison Keys [13]       |
| 22 | 21     | Johanna Konta             | 2050   | 10                  | 10             | 2050          | Primera ronda, perdió ante Yulia Putintseva        |
| 23 | 23     | Carla Suárez              | 1876   | 240                 | 70             | 1706          | Segunda ronda, perdió ante Maria Sakkari           |
| 24 | 25     | Daria Gavrilova           | 1690   | 10                  | 130            | 1810          | Tercera ronda, perdió ante Elise Mertens [16]      |
| 25 | 24     | Anett Kontaveit           | 1765   | 70                  | 240            | 1935          | Cuarta ronda, perdió ante Sloane Stephens [10]     |
| 26 | 26     | Barbora Strýcová          | 1660   | 70                  | 240            | 1830          | Cuarta ronda, perdió ante Yulia Putintseva         |
| 27 | 27     | Shuai Zhang               | 1605   | 130                 | 70             | 1545          | Segunda ronda, perdió ante Irina-Camelia Begu      |
| 28 | 30     | María Sharápova           | 1513   | 0                   | 430            | 1943          | Cuartos de final, perdió ante Garbiñe Muguruza [3] |
| 29 | 31     | Kristina Mladenovic       | 1446   | 430                 | 10             | 1026          | Primera ronda, perdió ante Andrea Petković         |
| 30 | 28     | Anastasiya Pavliuchenkova | 1596   | 70                  | 70             | 1596          | Segunda ronda, perdió ante Samantha Stosur         |
| 31 | 33     | Mihaela Buzărnescu        | 1383   | (80)                | 240            | 1543          | Cuarta ronda, perdió ante Madison Keys [13]        |
| 32 | 34     | Alizé Cornet              | 1350   | 240                 | 70             | 1180          | Segunda ronda, perdió ante Pauline Parmentier [WC] |

#### Bajas femeninas notables
| Clasif | Jugadora            | Puntos | Puntos por defender | Puntos ganados | Nuevos puntos | Motivo            |
| ------ | ------------------- | ------ | ------------------- | -------------- | ------------- | ----------------- |
| 29     | Agnieszka Radwańska | 1526   | 130                 | 0              | 1396          | Lesión de espalda |

## Cabezas de serie dobles
| Jugadores             | Jugadores              | Clasif | N.º |
| --------------------- | ---------------------- | ------ | --- |
| Łukasz Kubot          | Marcelo Melo           | 5      | 1   |
| Oliver Marach         | Mate Pavić             | 5      | 2   |
| Henri Kontinen        | John Peers             | 15     | 3   |
| Jamie Murray          | Bruno Soares           | 23     | 4   |
| Juan Sebastián Cabal  | Robert Farah           | 24     | 5   |
| Pierre-Hugues Herbert | Nicolas Mahut          | 37     | 6   |
| Aisam-ul-Haq Qureshi  | Jean-Julien Rojer      | 42     | 7   |
| Nikola Mektić         | Alexander Peya         | 44     | 8   |
| Ivan Dodig            | Rajeev Ram             | 45     | 9   |
| Raven Klaasen         | Michael Venus          | 46     | 10  |
| Pablo Cuevas          | Marcel Granollers      | 47     | 11  |
| Feliciano López       | Marc López             | 48     | 12  |
| Rohan Bopanna         | Édouard Roger-Vasselin | 52     | 13  |
| Ben McLachlan         | Jan-Lennard Struff     | 61     | 14  |
| Julio Peralta         | Horacio Zeballos       | 71     | 15  |
| Mike Bryan            | Sam Querrey            | 74     | 16  |

| Jugadoras          | Jugadoras             | Clasif | N.º |
| ------------------ | --------------------- | ------ | --- |
| Tímea Babos        | Kristina Mladenovic   | 12     | 1   |
| Andrea Hlaváčková  | Barbora Strýcová      | 13     | 2   |
| Andreja Klepač     | María José Martínez   | 26     | 3   |
| Yung-Jan Chan      | Bethanie Mattek-Sands | 28     | 4   |
| Gabriela Dabrowski | Yifan Xu              | 28     | 5   |
| Barbora Krejčíková | Kateřina Siniaková    | 34     | 6   |
| Ashleigh Barty     | Coco Vandeweghe       | 38     | 7   |
| Hao-Ching Chan     | Zhaoxuan Yang         | 38     | 8   |
| Kiki Bertens       | Johanna Larsson       | 42     | 9   |
| Jeļena Ostapenko   | Yelena Vesnina        | 47     | 10  |
| Raquel Atawo       | Anna-Lena Grönefeld   | 50     | 11  |
| Elise Mertens      | Demi Schuurs          | 53     | 12  |
| Nicole Melichar    | Květa Peschke         | 53     | 13  |
| Shuko Aoyama       | Miyu Kato             | 84     | 14  |
| Alicja Rosolska    | Abigail Spears        | 84     | 15  |
| Nadiia Kichenok    | Anastasia Rodionova   |        | 16  |

### Dobles mixto
| Jugadores           | Jugadores         | Clasif | N.º |
| ------------------- | ----------------- | ------ | --- |
| Gabriela Dabrowski  | Mate Pavić        | 12     | 1   |
| Yung-Jan Chan       | Ivan Dodig        | 17     | 2   |
| Yifan Xu            | Oliver Marach     | 19     | 3   |
| Kateřina Siniaková  | Jamie Murray      | 21     | 4   |
| Andreja Klepač      | Jean-Julien Rojer | 23     | 5   |
| Hao-Ching Chan      | Michael Venus     | 26     | 6   |
| Tímea Babos         | Rohan Bopanna     | 28     | 7   |
| Anna-Lena Grönefeld | Robert Farah      | 31     | 8   |

## Invitados
| - Grégoire Barrère - Elliot Benchetrit - Calvin Hemery - Maxime Janvier - Nicolas Mahut - Corentin Moutet - Álex de Miñaur - Noah Rubin | - Fiona Ferro - Myrtille Georges - Amandine Hesse - Chloé Paquet - Pauline Parmentier - Jessika Ponchet - Isabelle Wallace - Taylor Townsend |

| - Geoffrey Blancaneaux / Constant Lestienne - Benjamin Bonzi / Grégoire Jacq - Jérémy Chardy / Daniel Nestor - Corentin Denolly / Alexandre Müller - Hugo Gaston / Clément Tabur - Antoine Hoang / Ugo Humbert - Florian Lakat / Arthur Rinderknech | - Tessah Andrianjafitrimo / Fiona Ferro - Manon Arcangioli / Shérazad Reix - Clara Burel / Diane Parry - Sara Cakarevic / Jessika Ponchet - Amandine Hesse / Pauline Parmentier - Virginie Razzano / Jade Suvrijn - Serena Williams / Venus Williams |

| - Tessah Andrianjafitrimo / Ugo Humbert - Sara Cakarevic / Alexandre Müller - Fiona Ferro / Evan Furness - Kristina Mladenovic / Alexis Musialek - Chloé Paquet / Benoît Paire - Pauline Parmentier / Grégoire Barrère |

## Clasificación
La competición clasificatoria se realizó en el Stade Roland Garros del 21 al 25 de mayo de 2018.
| 1. Adam Pavlásek 2. Ilia Ivashka 3. Thomaz Bellucci 4. Ernests Gulbis 5. Casper Ruud 6. Rogério Dutra da Silva 7. Denis Kudla 8. Santiago Giraldo 9. Guido Andreozzi 10. Martin Kližan 11. Jaume Munar 12. Bernard Tomic 13. Elias Ymer 14. Jozef Kovalík 15. Hubert Hurkacz 16. Carlos Taberner | 1. Richèl Hogenkamp 2. Rebecca Peterson 3. Deborah Chiesa 4. Caroline Dolehide 5. Magdalena Fręch 6. Viktorija Golubic 7. Mariana Duque 8. Barbora Krejčíková 9. Georgina García Pérez 10. Francesca Schiavone 11. Grace Min 12. Alexandra Dulgheru |

## Campeones defensores
| Evento                      | Campeones de 2017                    | Campeones de 2018                     |
| --------------------------- | ------------------------------------ | ------------------------------------- |
| Individual masculino        | Rafael Nadal                         | Rafael Nadal                          |
| Individual femenino         | Jeļena Ostapenko                     | Simona Halep                          |
| Dobles masculino            | Ryan Harrison Michael Venus          | Pierre-Hugues Herbert Nicolas Mahut   |
| Dobles femenino             | Bethanie Mattek-Sands Lucie Šafářová | Barbora Krejčíková Kateřina Siniaková |
| Dobles mixto                | Gabriela Dabrowski Rohan Bopanna     | Yung-Jan Chan Ivan Dodig              |
| Individual júnior masculino | Alexei Popyrin                       | Chun Hsin Tseng                       |
| Individual júnior femenino  | Whitney Osuigwe                      | Cori Gauff                            |
| Dobles júnior masculino     | Nicola Kuhn Zsombor Piros            | Ondřej Štyler Naoki Tajima            |
| Dobles júnior femenino      | Bianca Andreescu Carson Branstine    | Caty McNally Iga Świątek              |

## Campeones

### Sénior

#### Individual masculino
Rafael Nadal venció a  Dominic Thiem por 6-4, 6-3, 6-2

#### Individual femenino
Simona Halep venció a  Sloane Stephens por 3-6, 6-4, 6-1

#### Dobles masculino
Pierre-Hugues Herbert /  Nicolas Mahut vencieron a  Oliver Marach /  Mate Pavić por 6-2, 7-6(7-4)

#### Dobles femenino
Barbora Krejčíková /  Kateřina Siniaková vencieron a  Eri Hozumi /  Makoto Ninomiya por 6-3, 6-3

#### Dobles mixtos
Yung-Jan Chan /  Ivan Dodig vencieron a  Gabriela Dabrowski /  Mate Pavić por 6-1, 6-7(5-7), [10-8]

### Júnior

#### Individual masculino
Chun-Hsin Tseng venció a  Sebastián Báez por 7-6(7-5), 6-2

#### Individual femenino
Cori Gauff venció a  Caty McNally por 1-6, 6-3, 7-6(7-1)

#### Dobles masculino
Ondřej Štyler /  Naoki Tajima vencieron a  Ray Ho /  Chun-Hsin Tseng por 6-4, 6-4

#### Dobles femenino
Caty McNally /  Iga Świątek vencieron a  Yuki Naito /  Naho Sato por 6-2, 7-5

### Silla de ruedas

#### Individual masculino
Shingo Kunieda venció a  Gustavo Fernández por 7-6(7-5), 6-0

#### Individual femenino
Yui Kamiji venció a  Diede de Groot por 2-6, 6-0, 6-2

#### Dobles masculino
Stéphane Houdet /  Nicolas Peifer vencieron a  Frédéric Cattaneo /  Stefan Olsson por 6-1, 7-6(7-5)

#### Dobles femenino
Diede de Groot /  Aniek van Koot vencieron a  Marjolein Buis /  Yui Kamiji por 6-1, 6-3

### Leyendas

#### Leyendas menores de 45 masculino
Àlex Corretja /  Juan Carlos Ferrero vencieron a  Yevgeny Kafelnikov /  Marat Safin por 6-3, 6-3

#### Leyendas mayores de 45 masculino
Mansour Bahrami /  Fabrice Santoro vencieron a  John McEnroe /  Cédric Pioline por 6-1, 2-6, [12-10]

#### Leyendas femenino
Nathalie Dechy /  Amélie Mauresmo vencieron a  Kim Clijsters /  Nathalie Tauziat por 6-7(4-7), 6-4, [15-13]